# Irakere
Irakere (w yoruba oznacza „roślinność”) – kubański zespół założony w 1973 przez pianistę Chucho Valdeza. Wśród jego członków znajdowali się: flecista José Luis Cortés, późniejszy założyciel NG La Banda, perkusista Anga Díaz, który później wyemigrował do Francji, perkusista Fran Padilla, który później wyemigrował do Hiszpanii, saksofonista Paquito D’Rivera, który podczas tournée w 1980 wyemigrował do USA i trębacz Arturo Sandoval, który wyemigrował do USA w roku 1990.
W 1980 otrzymali nagrodę Grammy dla najlepszego zespołu grającego muzykę latynoską za album Irakere.

## Dyskografia[1]
- Teatro Amadeo Roldán - Rectical (1974)
- Grupo Irakere (1976)Chucho Valdés w 2009 podczas koncertu w Portugalii

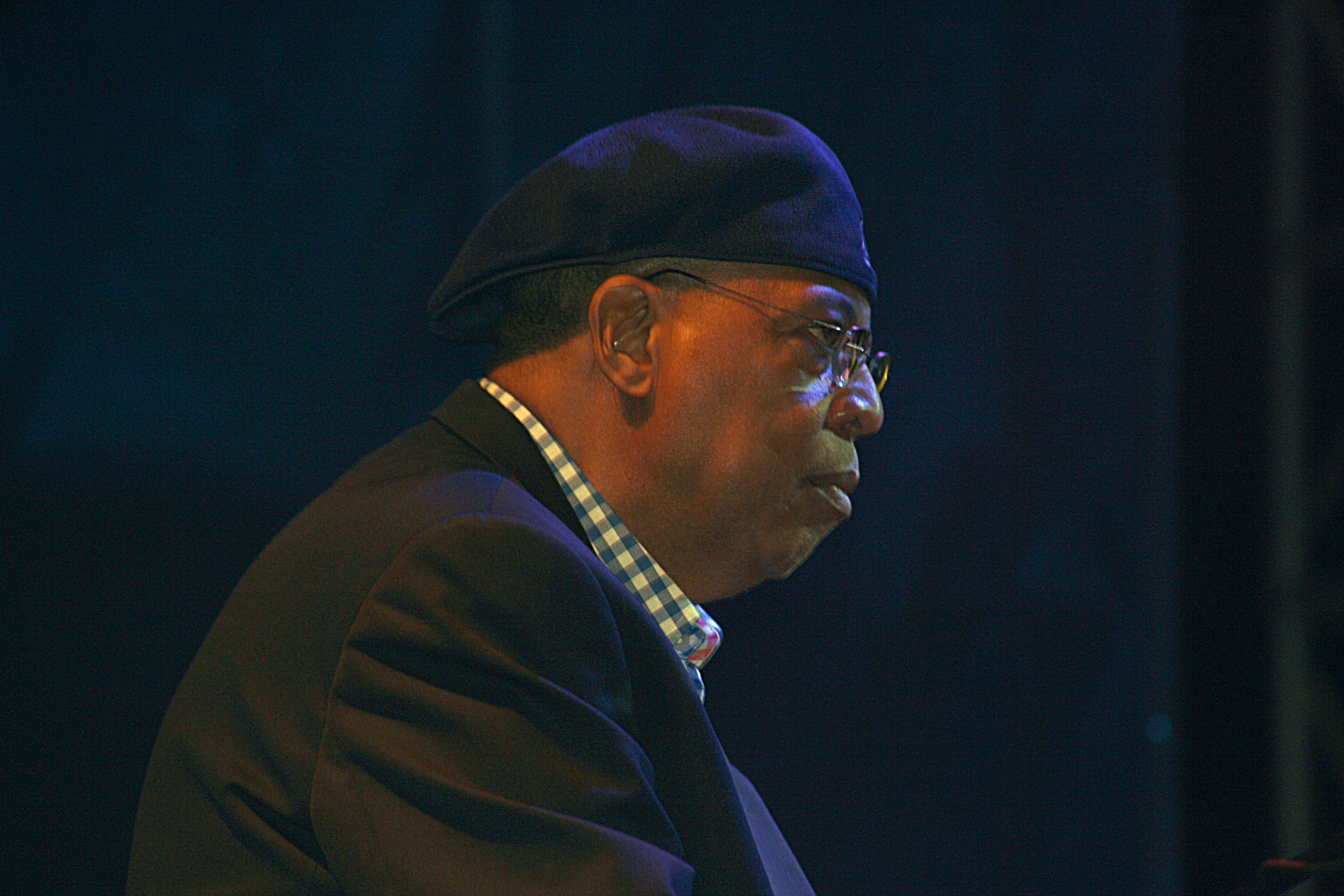
Chucho Valdés w 2009 podczas koncertu w Portugalii

- Irakere Con Leo Brouwer En Vivo - Teatro Karl Marx (1978)
- Chekere Son (1979)
- Irakere (1979)
- El Coco (1980)
- Tierra En Trance (1985)
- The Legendary Irakere in London (1987)
- Homenaje a Beny Moré (1989)
- Great Moments (1991)
- Felicidad – Live at Ronnie Scott’s Club (1991)
- Misa Negra (1992)
- Bailando Así (1995)
- Babalú Ayé (1998)
- Yemayá (1999)
- Indestructible (1999)
- Pare Cochero (2001)
- Jazz Cuba Vol. 5 (2007)